# Kitl

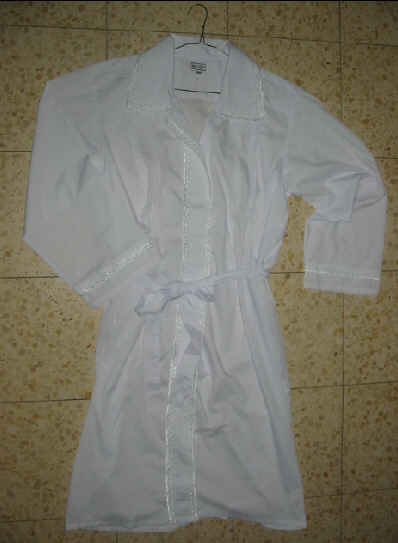
Sváteční kitl

Kitl je jednoduchý bílý oblek (tvaru noční košile), který symbolizuje čistotu a pomíjivost lidského života.
Židovští muži jej nosí během Vysokých svátků (Jom kipur, Roš ha-šana), kantor jej nosí během modlitby Musaf při svátku Šmini aceret a Pesach. Při domácím pesachovém sederu jej obléká ten, který vede bohoslužbu. Nosí jej také ženich při svatebním obřadu.
Zbožní Židé jsou pochováváni v pohřebním rubáši (tachrichim) nebo v kitlu.